# Alma Mater (escultura en Nueva York)
Alma Mater es una escultura de bronce de Daniel Chester French que se encuentra en los escalones de la Biblioteca Low Memorial en el campus de la Universidad de Columbia, en el barrio de Morningside Heights de Manhattan, Nueva York. French diseñó la estatua en 1901 y se instaló en septiembre de 1903. Es una personificación del alma mater, que representa a Colombia en su rol de institución educativa; desde su instalación, la estatua se ha asociado estrechamente con la imagen de la universidad.

## Historia

### Encargo e instalación
Los planes para una estatua frente a Low Memorial Library comenzaron cuando se completó el edificio en 1897. Cuando Charles Follen McKim, el arquitecto principal del edificio, diseñó un conjunto de escaleras que conducirían al edificio, incluyó un pedestal de granito vacío en el medio en el que podría sentarse una estatua. Solo tres años después, Harriette W. Goelet ofreció a los Fideicomisarios de Columbia, en nombre de ella y sus hijos, hasta 25 000 dólares para instalar "una estatua de bronce que represente el 'Alma Mater', que se colocará sobre [dicho] pedestal" en memoria de su esposo, el exalumno de Columbia College Robert Goelet, quien había muerto en 1899.
Los fideicomisarios aceptaron su propuesta y, con la recomendación de McKim, encargaron a Daniel Chester French que creara la estatua. Hasta este punto, las obras notables de French incluyeron The Minute Man (1874) en Concord, Massachusetts y John Harvard (1884) en la Universidad de Harvard. También esculpió La República para la Exposición Mundial Colombina, una estatua que llegaría a tener un gran parecido con el Alma Mater. Se ha especulado que Audrey Munson, quien fue modelo de un artista prolífico a principios del siglo XX, pudo haber sido la base para la estatua, aunque es más probable que la modelo de Alma Mater fuera en realidad Mary Lawton, una actriz. y un amigo de francés. Dada la comisión, el objetivo declarado de French era crear "una figura que debería ser amable en la impresión que debería causar, con una actitud de bienvenida a los jóvenes que deberían elegir a Columbia como su colegio".

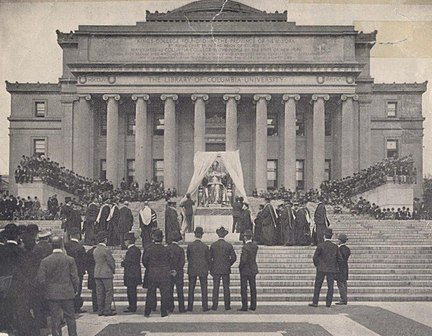
La inauguración del Alma Mater en septiembre de 1903

French pasó por varios diseños: el modelo de yeso original que hizo para Alma Mater la mostraba con las manos en el regazo, con la mano izquierda sosteniendo el libro que yacía sobre él y los talones tocándose. Aunque Goelet y el presidente Seth Low estaban "muy encantados" con el primer borrador de French, sus críticas llevaron a French a cambiar sus brazos para estar extendidos y sosteniendo un cetro. Su diseño final para la estatua fue aprobado el 4 de marzo de 1901 por los Fideicomisarios, y se determinó que el precio que pagarían los Goelet sería de 20 000 dólares. McKim, quien estaba muy preocupado por la calidad de la estatua dada su ubicación prominente frente a la Biblioteca Low, se dijo "encantado" y describió la estatua como "dignificada, clásica y majestuosa... exhibiendo tanta percepción del espíritu y la libertad". del griego como lo puede hacer cualquier moderno".
A pesar de las expectativas de que la estatua podría completarse a tiempo para la ceremonia de graduación de la universidad en 1902, los retrasos en el trabajo de French (en parte debido a las críticas de Augustus Saint-Gaudens, pero en gran parte debido a las huelgas en el Jno. fundición Williams, Inc.) pospuso la inauguración hasta el 23 de septiembre de 1903, el primer día de clases del año escolar 1903-1904. En la ceremonia, Henry C. Potter, séptimo obispo de Nueva York y fideicomisario de la universidad, rezó una oración antes de que el decano John Howard Van Amringe presentara formalmente la estatua al presidente Nicholas Murray Butler. Los Goelet no asistieron, ya que partieron hacia Europa antes.
En 1904, la universidad tomó prestada del francés una reproducción en yeso de cuatro pies del Alma Mater para exhibirla en el Gran Patio de Esculturas de la Exposición Universal de San Luis. Sin embargo, la universidad se olvidó de devolverlo hasta que fue redescubierto en el sótano de la Biblioteca Low y enviado a la hija de French, Margaret French Cresson, en 1950.

### Historia posterior

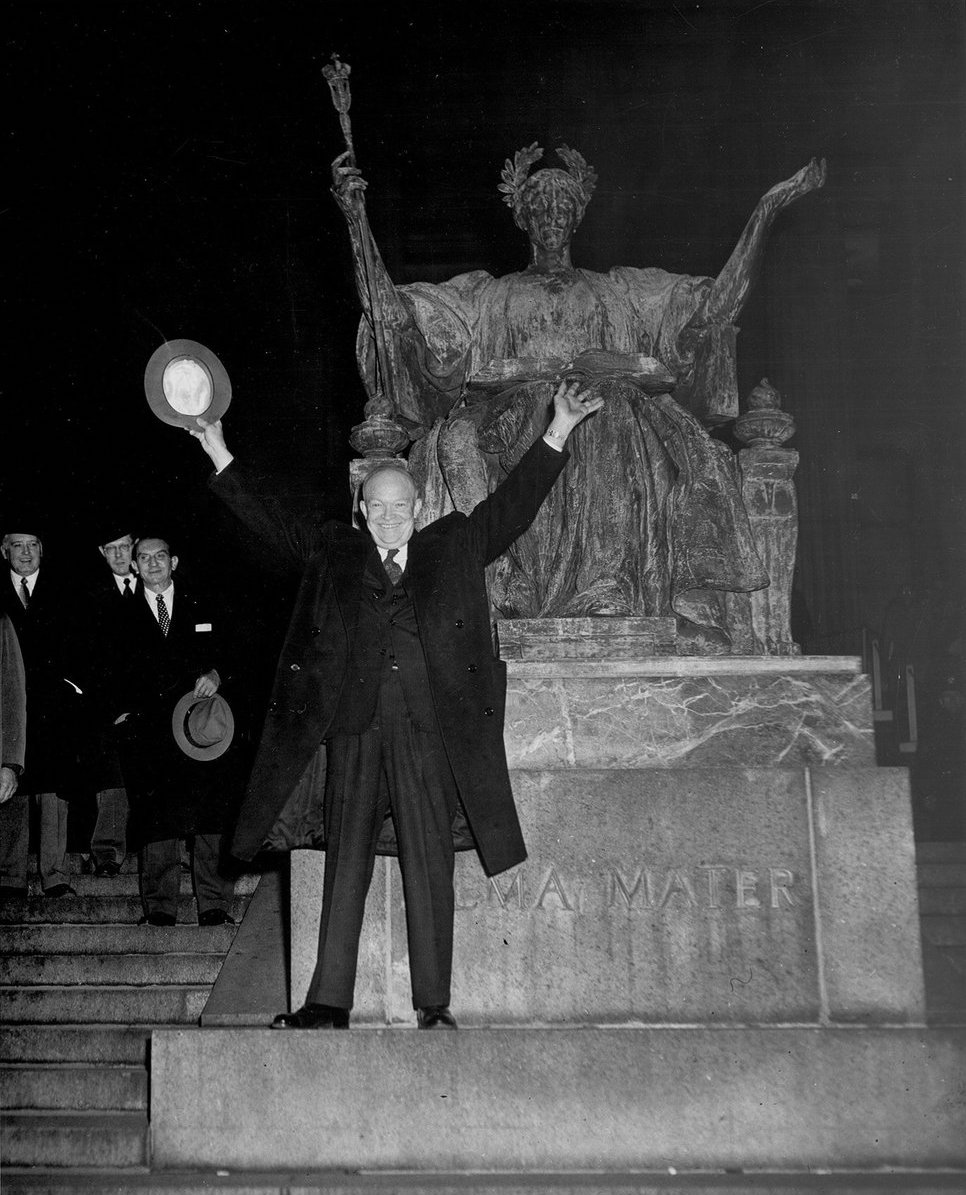
El presidente electo de los Estados Unidos, Dwight D. Eisenhower, posa frente al Alma Mater en enero de 1953

Alma Mater, dada su conexión simbólica con la universidad, ha estado en el centro de muchas protestas en Columbia. Durante las protestas estudiantiles de 1970 en reacción a la campaña de Camboya y los tiroteos en Kent State, la estatua llegó a representar los fracasos de la administración de la universidad, que incluían la continua gentrificación del vecindario de Morningside Heights. En la madrugada del 15 de mayo de 1970, se colocó una bomba en la estatua. La explosión resultante causó un daño significativo al trono del Alma Mater. El daño permaneció hasta 1978, cuando se retiró la estatua de Columbia, se volvió a fundir el trono y se limpió la escultura, se volvió a pintar con una pátina nueva y se devolvió a los escalones bajos.
Otros casos notables de protesta que involucran a Alma Mater incluyen durante las protestas de la Universidad de Columbia de 1968, cuando la estatua fue destrozada de manera rutinaria y se colocó un letrero que decía "Violado por la policía" en el regazo de Alma Mater, y durante las protestas contra la Guerra de Irak, cuando los estudiantes colocaron un sudario negro sobre la cabeza de Alma Mater y conectaron cables de sus manos al suelo en referencia al escándalo de tortura y abuso de prisioneros de Abu Ghraib.
Alma Mater también ha estado en el centro de muchas bromas, incluida una instancia en 1928 cuando la corona sobre su cetro fue robada (y luego devuelta), así como en octubre de 1984, cuando el cetro fue quitado en su totalidad por Estudiantes de Cornell. Apareció en la puerta del Decano de Estudiantes de Cornell en una caja de zapatos dos meses después, y un profesor de Cornell lo devolvió a mano a la universidad al día siguiente. En represalia por el robo, la estatua de Ezra Cornell en el campus de Cornell fue rociada con pintura azul Columbia poco después de la devolución del cetro.

## Recepción

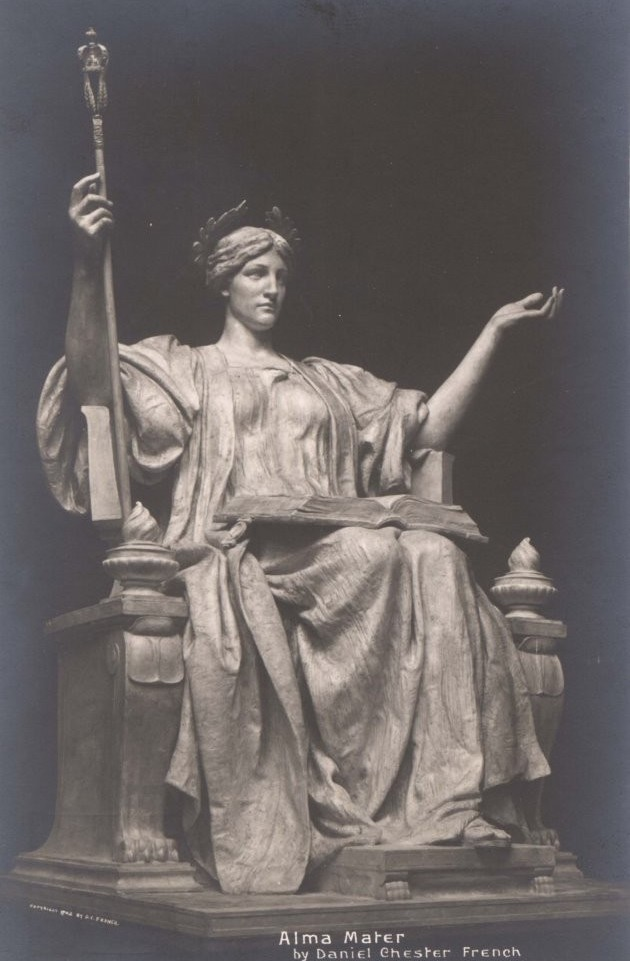
Huecograbado de Alma Mater, 1907

Alma Mater fue ampliamente elogiada por su inauguración. El Columbia Daily Spectator describió la estatua como "caracterizada por una dignidad y reposo de reina", y afirmó que "expresa el tipo más alto de feminidad intelectual". En pose y gesto invita al estudiante de la Universidad y le da la bienvenida del alma mater.” The New York Times, aunque no comentó directamente sobre los méritos artísticos de la obra, reconoció que la escultura era "por razones técnicas una obra extraordinariamente difícil". El periódico ilustrado de Frank Leslie llamó a la obra "la obra maestra de la escultura francesa", mientras que The Catholic Union comparó la figura del Alma Mater con la Virgen María, afirmando incorrectamente que la obra era una imitación de una estatua de la "Madre de Cristo" en Bonn, Alemania. exclamando: "¡Cuán íntimamente asociada no está la Iglesia Católica con todo lo que hay de noble y tierno en la mente y el corazón del hombre!" Sin embargo, según los informes, French no estaba satisfecho con la cantidad de atención que recibió inicialmente la escultura, afirmando que no hizo una "onda en la superficie de Nueva York".

En 1903, Charles Henry Caffin elogió a Alma Mater como "hermosa... sin duda", aunque no necesariamente como una de las mejores obras de French. Él la describió de la siguiente manera:
El rostro es de un tipo familiar de belleza americana, correspondiendo con la sugerencia muy moderna de toda la figura. Sin embargo, el escultor ha dotado a la cabeza de un aire de refinamiento desapasionado que le confiere cierta frialdad; apenas más, sin embargo, que el dominio de sí misma, conscientemente inconsciente, con el que la mujer americana puede llevar su belleza. Es casi como si uno de ellos hubiera subido al pedestal y, con un ingenio listo para aceptar la situación, estuviera representando el papel de patrona de la universidad. Todos los estudiantes la amarán y su influencia será enteramente de dulce nobleza... [ Alma Mater ] se distingue por una serenidad pura y conmovedora, por un sentimiento monumental penetrado con una especie de dulce vivacidad; porque la expresión que pone en el modelado de los miembros difícilmente puede caracterizarse con una palabra de aplicación más sensible.
Más recientemente, The New York Times ha apodado a Alma Mater como la "gran anciana" de la Universidad de Columbia, que "reina con esplendor real frente a Low Library". La AIA Guide to New York City lo describió como "una estatua evocadora" donde "la figura entronizada extiende su mano en señal de bienvenida mientras levanta la vista del poderoso tomo de conocimiento que yace abierto en su regazo". La ubicación de Alma Mater frente a Low Library en particular ha sido elogiada por su papel en dar la bienvenida a los estudiantes a la universidad y resaltar la relación de la universidad con la ciudad de Nueva York. Como señala el Profesor de Preservación Histórica Andrew Dolkart :
Después de pasar el Alma Mater y alcanzar el nivel del campus, el buscador debe subir una escalera aún más larga, simbólicamente una "escalera al conocimiento", para llegar a la entrada de la biblioteca. Desde lo alto de las escaleras, los miembros de la selecta comunidad de Columbia podían darse la vuelta y contemplar Nueva York, convencidos de que estaban contribuyendo a la rápida transformación de su ciudad en un centro mundial de actividad intelectual y profesional.

## Diseño

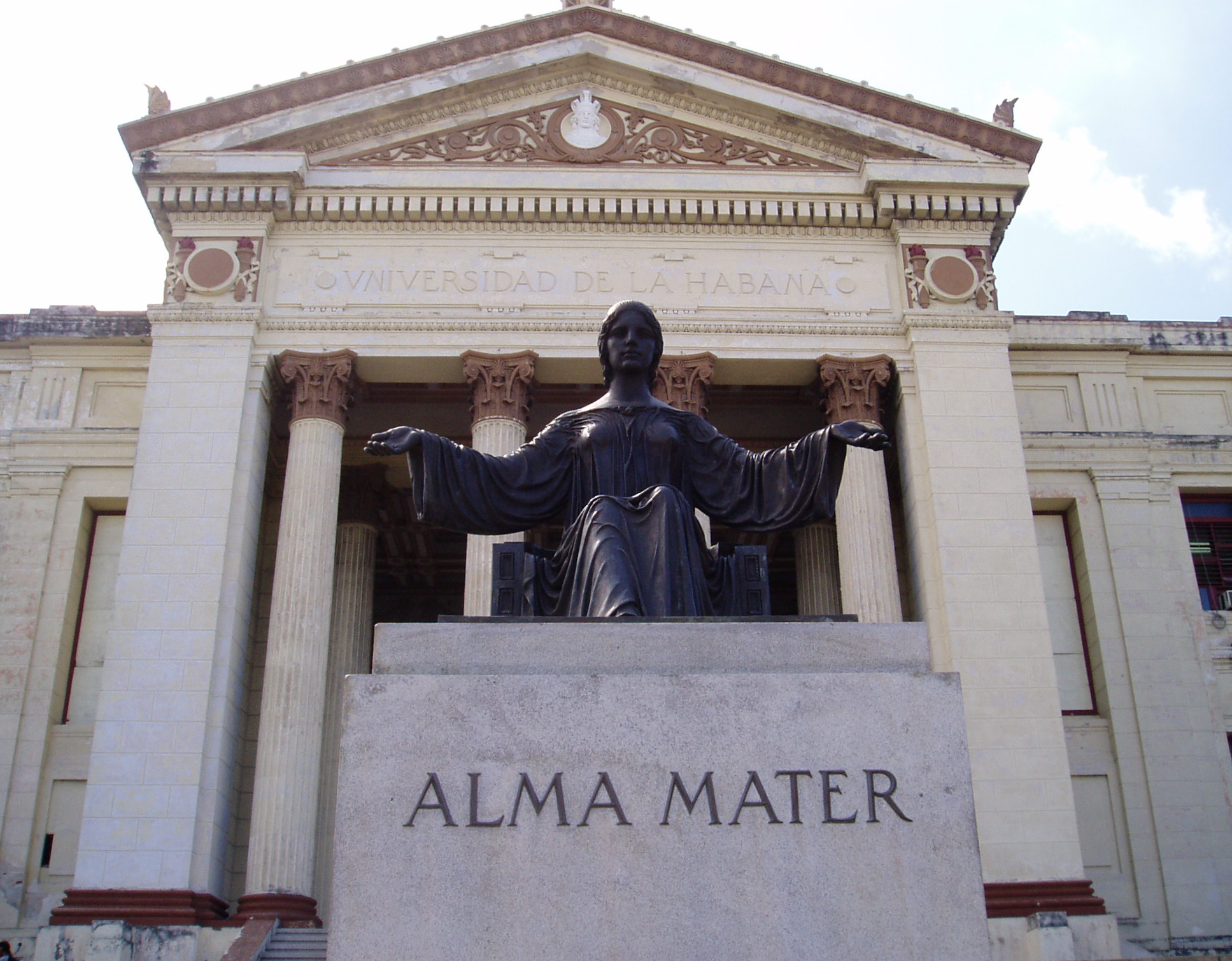
La estatua del Alma Mater de la Universidad de La Habana en Cuba, que se inspiró en la de Columbia.

La estatua representa una personificación de la imagen tradicional de la universidad como alma mater, o "madre nutricia", envuelta en una toga académica y sentada en un trono. Lleva una corona de laurel en la cabeza y sostiene en su mano derecha un cetro hecho de cuatro ramitas de trigo que está rematado por una corona de rey, símbolo tradicional de la universidad. Un libro, que representa el aprendizaje, descansa sobre su regazo. Los brazos de su trono terminan en lámparas, que representan "Sapientia et Doctrina", o "Sabiduría y Aprendizaje"; en la parte posterior del trono está grabada una imagen del sello de la universidad.
Un búho, símbolo de conocimiento y aprendizaje, está escondido en los pliegues de ' capa del Alma Mater cerca de su pierna izquierda. Ha habido algunas especulaciones sobre el significado exacto de la lechuza, incluso por parte del profesor de historia Dwight C. Miner, quien creía que la lechuza era una referencia a la fraternidad Psi Upsilon, de la que Miner creía que French había sido miembro. En 1953, la hija de French, Margaret French Cresson, aclaró en una carta a The New York Times que "no representa ninguna fraternidad y no plantea ningún enigma laberíntico. El búho es el antiguo símbolo de la sabiduría y fue utilizado por el escultor para transmitir esa interpretación". También aclaró que la estatua no era una representación de Palas Atenea o Minerva, sino simplemente una personificación de la universidad.
Cuando se instaló originalmente el Alma Mater, estaba dorado, aunque el dorado original se desvaneció con el tiempo. A fines de la década de 1920, French sugirió volver a dorar la estatua, aunque esto no se hizo; las pocas escamas de oro restantes se quitaron en 1950 para catalizar la pátina de la estatua. En 1962, la universidad tomó la decisión de aplicar una nueva chapa de bronce. Sin embargo, después de las protestas, incluso por parte del presidente Grayson L. Kirk, se eliminó el nuevo acabado y se restauró la pátina.
El diseño de Alma Mater inspiró una estatua del mismo nombre de 1919 en la Universidad de La Habana en Cuba por Mario Korbel, quien había vivido en la ciudad de Nueva York desde 1913 hasta 1917. Además, la estatua del Alma Mater en la Universidad de Illinois Urbana-Champaign puede haber sido inspirada por el Alma Mater de Columbia, según su escultor, Lorado Taft.